# Bispebjerg Boldklub
Bispebjerg Boldklub (Bispebjerg BK) er en dansk fodboldklub beliggende på Bispebjerg en bydel i København. Klubben blev stiftet i 1943. Klubben spiller i Serie 1.
Klubben har også en Ultragruppe ved navnet “BB Ultras”, der bestå af cirka 15 personer.